# Cristian Preda

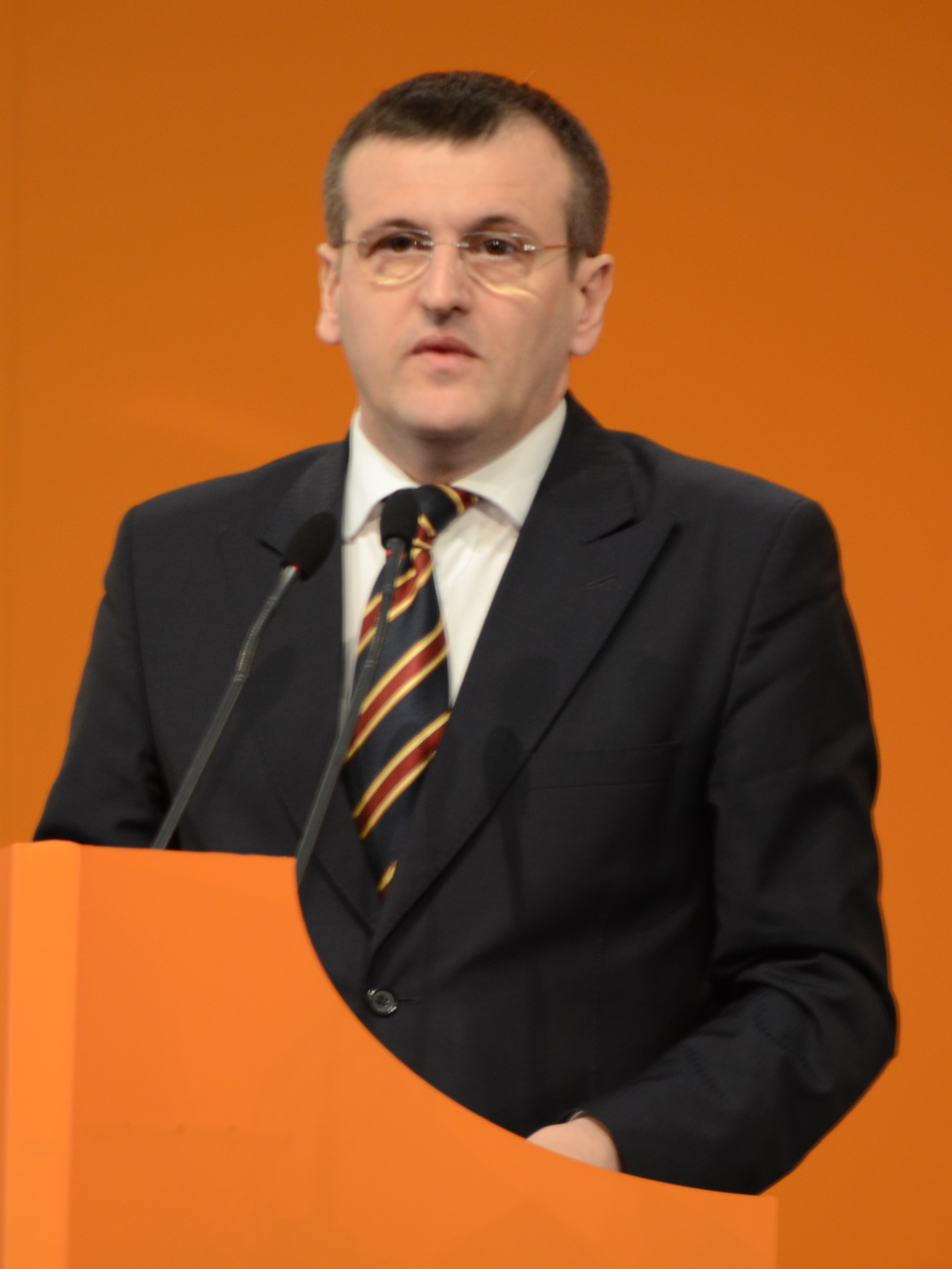
Cristian Preda (2013)

Cristian Dan Preda (* 26. Oktober 1966 in Bukarest) ist ein rumänischer Politologe und Politiker (PD-L, PMP, parteilos). Er war von 2009 bis 2019 Mitglied des Europäischen Parlaments.

## Leben
Preda studierte Philosophiegeschichte an der Universität Bukarest und der Université Paris 1 Panthéon-Sorbonne und schloss 1991 sowohl mit dem rumänischen Lizenziat als auch mit dem französischen DEA ab. Ab 1992 war er als wissenschaftliche Hilfskraft an der Fakultät für Politikwissenschaft der Universität Bukarest tätig, 1996 stieg er zum Assistenten auf. Seine Promotion erfolgte 1998 an der französischen Elitehochschule École des Hautes Études en Sciences Sociales (EHESS) in Paris. Die Dissertation befasst sich mit dem „Liberalismus der Hoffnungslosigkeit“ in den Jahren 1938–1960. Sein Doktorvater ist Pierre Manent.
Anschließend lehrte er weiter als Lektor an der Universität Bukarest, ab 2000 als Conferențiar (Juniorprofessor). Im Juli 2004 wurde Preda zum Professor berufen. Von 2004 bis 2010 amtierte er zudem als Dekan der Politikwissenschaftlichen Fakultät der Universität Bukarest.
Parallel zu seiner wissenschaftlichen Tätigkeit fungierte Preda von 1999 bis 2000 als Berater des Staatspräsidenten Emil Constantinescu (PNȚCD). Unter dem Außenminister Mihai Răzvan Ungureanu war er von 2005 bis 2007 Staatssekretär für Frankophonie. Der Staatspräsident Traian Băsescu berief ihn anschließend in seinen Beraterstab, dem er von 2007 bis 2009 angehörte.
Bei der Europawahl 2009 wurde Preda als Vertreter von Băsescus Partidul Democrat Liberal (PD-L) ins Europäische Parlament gewählt, wo er sich der EVP-Fraktion anschloss. Von Juli bis Dezember 2012 war er stellvertretender Vorsitzender der PD-L. Anfang 2014 wechselte Preda von der PD-L zur Partidul Mișcarea Populară (PMP). Bei der Europawahl im Mai desselben Jahres wurde er als Spitzenkandidat der PMP für eine weitere Amtszeit gewählt. Er war Mitglied im Ausschuss für auswärtige Angelegenheiten, in der Legislaturperiode 2014–2019 zusätzlich stellvertretender Vorsitzender des Unterausschusses Menschenrechte sowie Mitglied des Entwicklungsausschusses und Delegierter für die Beziehungen zu den Ländern Südasiens. Im September 2014 trat er wieder aus der PMP aus, behielt jedoch sein Mandat als Parteiloser. Er gehörte weiterhin der EVP-Fraktion an. Im Januar 2019 trat er der neuen Partei PLUS des ehemaligen Ministerpräsidenten und EU-Kommissars Dacian Cioloș bei. Nach der Europawahl 2019 schied er aus dem EU-Parlament aus.
Preda war außerdem Mitglied im Verwaltungsrat des Europäischen Demokratiefonds (EED).

## Auszeichnungen
- Kommandeur des rumänischen Treudienst-Ordens (2002)
- Offizier des belgischen Leopoldsordens (2008)
- Ritter der französischen Ehrenlegion (2009)
- Ritter des Ordens Stern von Rumänien (2009)
- Großoffizier des belgischen Kronenordens (2009)